# Campephilus haematogaster
Campephilus haematogaster là một loài chim trong họ Picidae.